# Lambdacizmus
A lambdacizmus (gör.–lat.) olyan fonetikai változás a nyelvek fejlődésében, melynek során valamilyen hang (vagy hangcsoport) [l] hanggá alakul; illetve a dialektológiában, [l] hang ejtése valamely, a sztenderd nyelvváltozatban más mássalhangzó – általában az r – helyett.

## Példák
- Számos délspanyol nyelvjárásban (andalúz, karibi, venezuelai stb.) a lambdacizmus és a rotacizmus kölcsönösen jelentkezik, vagyis az [r] és [l] hangokat mássalhangzó előtti helyzetben felcserélve ejtik: alma → [ˈarma] ’lélek’, puerta → [ˈpwelta] ’ajtó’. A szó végén r helyett [l] hangot ejtenek: mujer → [muˈhel] ’nő, asszony’.
- Hasonló jelenség figyelhető meg bizonyos délolasz nyelvjárásokban is, pl. gallurai (korzikai): porto → poltu ’kikötő’, verde → veldi ’zöld’.